# Arteški bunar
Arteški bunar (po francuskoj grofoviji Artois) je mjesto gdje podzemna voda, koja se nalazi pod tlakom, sama izbija na površinu. U unutrašnjosti Australije važno je korištenje podzemne vode iz takvih, brojnih bušenih bunara jer je većina tamošnjih jezera slana i povremena - zapravo su to slane i glinovite zavale suhe i po nekoliko godina - Eyre, Torrens i druge. Arteški bunari ponajviše su izbušeni u Središnjoj australskoj nizini pa se ona kadkad zove i Velikom arteškom zavalom.
Arteška voda je naziv za podzemnu vodu u vodonosnom sloju između dvaju nepropusnih slojeva ili više njih. Vodonosni sloj mora biti nagnut i barem na jednom kraju u vezi s površinom zemlje, odakle se oborinska voda cijedi u dubinu. Zato se arteška voda najčešće nalazi u sinklinalno i fleksurno građenim zemljištima, gdje je pod hidrostatskim tlakom. Ako se na tome mjestu probuši nepropusni sloj, voda će izbijati kroz cijev bušotine, jer je pod tlakom.

## Bunar
Bunar (tur.), hladenac, kladenac, studenac ili zdenac je iskopana duboka i podgrađena jama u koju se hvata ili skuplja podzemna voda. U seoskim područjima jama je iznutra ograđena kamenom ili opekom, a nadzemni je dio (grlo), prema lokalnim graditeljskim značajkama, u obliku kocke, prizme ili valjka, izveden od gredica, kamena, opeke, betona, pa i šupljega debla. Voda se crpi posudom (metalnom, ranije i kožnim ili drvenim vjedrom), ovješenom o drvenu kuku ili pričvršćenom na uže. Uže može biti namotano na vodoravno položen vitao, koji se pokreće kolom; takvi su bunari zaštićeni i nadstrešnicom. U ravničarskim hrvatskim krajevima uže je pričvršćeno na đeram, dugačku pokretnu gredu, uloženu u visoki stup. Bunari su većinom na dvorištima pojedinačnih kućanstava, ali mogu biti i zajednički za zaselak ili selo; tada su i uobičajena mjesta okupljanja. Javni gradski i samostanski bunari često su bogato umjetnički oblikovani.
Zdenac je građevina za zahvaćanje i iskorištavanje podzemnih voda. Kadšto može poslužiti i za kontrolu razine podzemne vode. Prema načinu izvođenja, zdenci mogu biti kopani, bušeni ili zabijeni, s obzirom na položaj prema vodonosniku, potpuni ili nepotpuni, a prema vrsti strujanja, sa slobodnim vodnim licem ili pod tlakom (takav je slučaj na primjer kod arteškoga zdenca, kada arteška voda pod tlakom izbija na površinu). 